# Gmina Zduny
Die Gmina Zduny ist eine Stadt-und-Land-Gemeinde im Powiat Krotoszyński der Woiwodschaft Großpolen in Polen. Ihr Sitz ist die gleichnamige Stadt mit etwa 4500 Einwohnern.

## Geographie

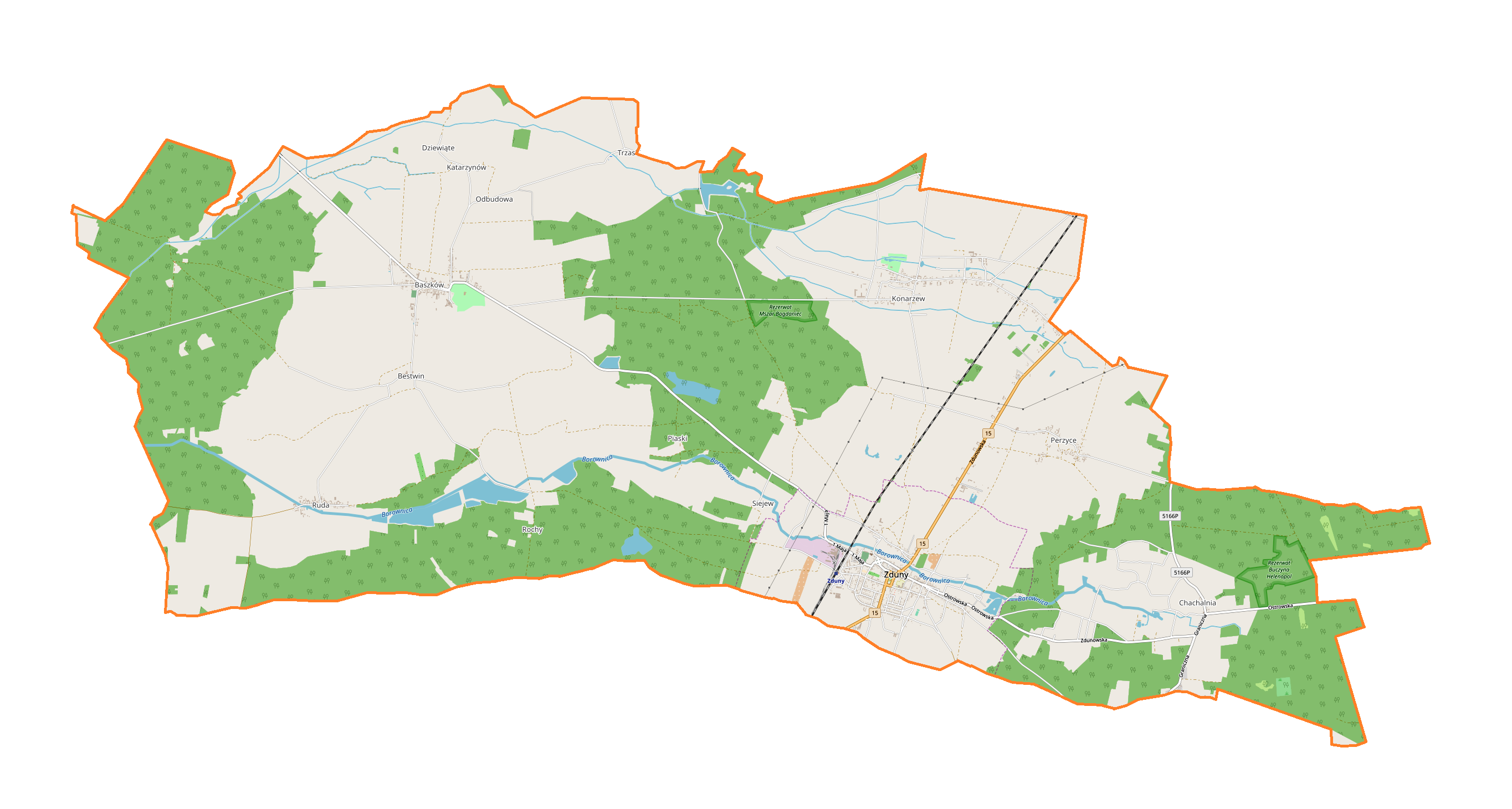
Karte der Gemeinde

Die Gemeinde liegt im Süden der Woiwodschaft und grenzt dort nahezu über die ganze Ost-West-Erstreckung an die Woiwodschaft Niederschlesien. Im Nordosten grenzt sie an die Kreisstadt Krotoszyn (deutsch Krotoschin). Breslau liegt 60 Kilometer südwestlich, die Woiwodschafts-Hauptstadt Posen etwa 80 Kilometer nordwestlich. Nachbargemeinden sind die Gemeinden Kobylin und Krotoszyn im Norden, Sulmierzyce im Osten, Milicz und Cieszków im Südosten und im Süden, beide in der Woiwodschaft Niederschlesien sowie Jutrosin im Westen.
Die Gemeinde hat eine Fläche von 85,2 km², von der 50 Prozent land- und 41 Prozent forstwirtschaftlich genutzt werden.

## Geschichte
Das heutige Gemeindegebiet gehörte unterbrochen durch die deutsche Besatzungszeit im Zweiten Weltkrieg (Zduny erhielt 1943 den Namen Treustädt) von 1919 bis 1975 zur Woiwodschaft Posen mit unterschiedlichen Zuschnitt. Von 1920 bis 1939 gewann die Stadt als Grenzstadt an Bedeutung. Die heutige Woiwodschaftsgrenze war in dieser Zeit deutsch-polnische Grenze. Nach dem Zweiten Weltkrieg verlor Zduny an Bedeutung. – Die deutsche Minderheit wurde nach dem Weltkrieg vertrieben.
Von 1975 bis 1998 kam das Gemeindegebiet zur Woiwodschaft Kalisz. Der Powiat wurde in dieser Zeit aufgelöst. Die Landgemeinde Zduny wurde 1954 in verschiedene Gromadas umgewandelt und zum 1. Januar 1973 neu geschaffen. Stadt- und Landgemeinde Zduny wurden 1990/1991 zur Stadt-und-Land-Gemeinde zusammengelegt. Diese gehört seit 1999 zur Woiwodschaft Großpolen und zum wieder eingerichteten Powiat Krotoszyński.

## Gliederung
Zur Stadt-und-Land-Gemeinde (gmina miejsko-wiejska) Zduny mit 7558 Einwohnern (Stand 31. Dezember 2020) gehören die Stadt selbst und sechs Dörfer (deutsche Namen, amtlich bis 1945) mit Schulzenämtern (sołectwa):
- Baszków (Baschkow, 1943–1945 Baschau)[3]
- Bestwin (Bestwin)
- Chachalnia (Kochalle)
- Konarzew (Hahnau, 1943–1945 Konradshof (Kr. Krotoschin))
- Perzyce (Pirschütz, 1943–1945 Pirschütz (Kr. Krotoschin))
- Ruda (Ruda, 1943–1945 Ruda (Kr. Krotoschin))

Weitere kleinere Ortschaften und Siedlungen der Gemeinde sind:
- Dziewiąte (Dziewionte)
- Helenopol
- Katarzynów
- Lila
- Ostatni Grosz (Letzte Groschen)
- Piaski (Piaski)
- Rochy
- Siejew (Schönmühl)
- Trzaski (Trzaski)
- Zielony Dąb

Hinzu kommen die Waldsiedlungen Baszków und Rochy. – Szczerków (Stscherkow) ist heute ein Ortsteil von Konarzew.

## Verkehr
Die Landesstraße DK15 (Droga krajowa 15) führt von Trzebnica (Trebnitz) über Milicz (Militsch) und Zduny nach Jarocin (Jarotschin) und Gniezno (Gnesen).
Der nächste internationale Flughafen ist Breslau.
Auf der Bahnstrecke Oleśnica–Chojnice besteht nur noch geringer Personenverkehr zwischen Krotoszyn und Jarocin (Jarotschin), der Bahnhof im Hauptort der Gemeinde wird nicht mehr bedient.